# Andreas Lange (Wirtschaftswissenschaftler)
Andreas Lange (* 23. Oktober 1972) ist ein deutscher Wirtschaftswissenschaftler und Fachbuchautor.

## Leben
Er erwarb 1997 das Diplom in Wirtschaftsmathematik an der Universität Bielefeld und 2000 die Promotion zum Dr. rer. pol., Wirtschaftswissenschaftliche Fakultät, Universität Heidelberg. Von 2005 bis 2010 war er Assistant Professor am Department Agricultural and Resource Economics der University of Maryland. Seit 2010 ist er Professor für Volkswirtschaftslehre an der Universität Hamburg.

## Forschung und Lehre
Seine Forschungsinteressen sind theoretische, experimentelle und angewandte Arbeiten zu Public Economics und umwelt- sowie verhaltensökonomischen Fragestellungen.